# Monticelli Brusati
Pour les articles homonymes, voir Monticelli et Brusati.
Monticelli Brusati est une commune italienne de la province de Brescia dans la région Lombardie en Italie.

## Administration
| Période                                  | Période | Identité | Étiquette | Qualité |
| ---------------------------------------- | ------- | -------- | --------- | ------- |
|                                          |         |          |           |         |
| Les données manquantes sont à compléter. |         |          |           |         |

### Communes limitrophes
Iseo, Ome, Passirano, Polaveno, Provaglio d'Iseo, Rodengo-Saiano.